# Marie-France Sagot
Marie-France Sagot est directrice de recherche à l'Institut national de recherche en informatique et en automatique (INRIA) et collaboratrice à l'Université Claude-Bernard-Lyon-I,, où elle travaille sur des algorithmes pour la biologie numérique, de prédiction de gènes et d'analyse de séquence biologique.  
Elle est élue membre de la Société internationale de biologie numérique (ISCB) en 2019 pour « contributions exceptionnelles aux domaines de la biologie numérique et de la bio-informatique ». 
Depuis 2002, elle est chercheuse invitée au King's College de Londres et depuis 2004 elle est chercheuse invitée au Instituto Superior Técnico, Lisbonne ( INESC-ID), Portugal.

## Biographie
Marie-France Sagot est une franco-brésilienne née au Brésil. Elle obtient en 1991 une licence d'informatique à l'Institut de mathématiques et de statistique de l'université de São Paulo. Elle poursuit ses études à Paris et obtient, en 1993, un master en informatique théorique à université Paris 7. Finalement c'est en commençant un doctorat à l'Université Paris-Est-Marne-la-Vallée qu'elle se tourne vers la bioinformatique. Après l'obtention de son doctorat en 1996 sous la direction de Maxime Crochemore au Laboratoire d'informatique Gaspard-Monge, elle commence comme professeure assistante dans la même université avant de devenir chargée de recherche à l'Institut Pasteur en 1998,. Elle poursuit sa carrière dans la biologie numérique en devenant chargée de recherche Inria en 2001, puis directrice de recherche en 2003, avant de devenir en 2019 directrice de recherche de classe exceptionnelle (DR0) d'Inria dans l'équipe BAOBAB du Laboratoire de Biométrie et Biologie Évolutive, qu'elle dirige à Lyon depuis 2004.

## Travail
Entre 2010 et 2014, elle travaille dans l'équipe-projet Inria BAMBOO, qui devient en 2015 l'équipe-projet européenne ERABLE (European Research team in Algorithms and Biology, formaL and Experimental). Elle travaille plus précisément sur l'utilisation de modèles mathématiques et d'algorithmes pour mieux comprendre des interactions biologiques. Une partie de son travail se concentre sur la capacité des modèles à pouvoir suggérer des moyens permettant de contrôler ou de rétablir l'équilibre dans une communauté en agissant sur son environnement. Au sein de la biologie numérique, elle s'intéresse plus particulièrement à la génomique comparative, (co-) évolution, structures ARN, (co-) phylogénie, régulation, réseaux biologiques, NGS et symbiose.  
Sur ses réflexions par rapport à sa recherche, elle déclare « Je sens donc que je suis au bon endroit en tant que chercheur. Mais pas toujours : le manque de confiance en soi détruit autant qu'il construit. [...]. Le bon environnement, avec des gens bien choisis, non seulement des personnes compréhensives mais aussi qui partagent les mêmes sentiments de remise en question et la capacité d'être honnêtes à propos de tels sentiments. Trouver un tel environnement a été crucial pour ma carrière. Je pense que ce serait crucial pour beaucoup plus de gens. Plus important encore, je pense que ce serait crucial pour la recherche en général, mais cela peut nécessiter une révolution dans notre manière de percevoir un certain nombre de choses, notre rapport à la recherche mais aussi notre rapport à nous-mêmes. »

## Responsabilités
Depuis 1998 elle est membre de divers comités de sélection pour des postes de chercheurs permanents, des comités d'évaluation de laboratoires / départements de recherche ou de projets en France (INRIA), Belgique, Canada, Allemagne, Israël, Hollande, Espagne, Suède, Royaume-Uni, États-Unis ainsi qu'au Brésil.
Elle s'implique également dans divers comités scientifiques :
- 2000-2016 : Membre du comité éditorial de la revue Journal of Discrete Algorithms[12]
- Depuis 2002 : Membre du comité de pilotage de la conférence ECCB (European Conference on Computational Biology)
- 2004-2007 : Fondatrice et directrice du PhD Program on Computational Biology, IGC, Lisbonne, Portugal
- 2004-2009 : Membre du comité éditorial de la revue IEEE/ACM Transactions in Computational Biology and Bioinformatics